# Institut international de photographie
L’Institut international de photographie voit le jour en 1905 dans le but de réunir des collections d’images, nouvelle source de documentation pour les chercheurs. L’Institut international de photographie sera intégré aux travaux de l’Institut international de bibliographie.
Les collections iconographiques réunies par l’Institut international de photographie sont conservées dans l’actuel Mundaneum à Mons en Belgique. 
On peut y trouver d’importantes collections d’affiches, de cartes postales, de plaques de verre, de photographie, le Répertoire Iconographique Universel ainsi qu’une bibliothèque spécialisée en matière de photographie.

## Historique
En 1905, Ernest de Potter, passionné d’iconographie, qui a déjà réuni une collection importante de documents relatifs à l’image et éditeur de la Revue belge de photographie (créée en 1896), propose à Paul Otlet et Henri La Fontaine de créer un Institut de documentation sur et par l’image. 
À l’époque, les deux hommes mettent en place, au sein de l’Institut international de bibliographie, des sections documentaires spécialisées. En effet, alors que le monde scientifique s’accorde à penser que la connaissance n’est contenue que dans les livres, Paul Otlet et Henri La Fontaine réfléchissent à d’autres sources d’informations telles que la presse et la photographie.
Paul Otlet, et Henri La Fontaine séduits par la proposition d’Ernest de Potter, mettent à la disposition de ce dernier, un local et du matériel pour installer et développer ses collections. Ernest de Potter fait don de ses collections à l’Institut international de bibliographie : environ 100 000 documents iconographiques en simili-gravures, 150 000 documents dessinés en simili-gravure et sur bois, une soixantaine de périodiques, des ouvrages et des notes. Il s’engage également à développer les collections en récoltant tout document relatif à l’image, à raison de 20 000 documents par an et d’acquérir une cinquantaine de périodiques.
L’Institut international de photographie prend alors place au sein de l’Institut international de bibliographie en tant que section documentaire spécialisée. L’objet de cet Institut est l’étude et la diffusion de la documentation par la photographie et de la documentation en matière de photographie.
Un bulletin mensuel sera édité la Revue internationale de photographie, successeur de la Revue belge de photographie, qui consacrera une part importante aux questions documentaires.
L’Institut international de photographie fonctionne comme un office central, recueillant les documents et informations relatifs à l’iconographie et mettant à la disposition du public, les divers répertoires et collections formés.
Ces collections et répertoires sont en connexion avec les autres collections et répertoires de l’Institut international de bibliographie, de manière à les compléter.
Les mêmes méthodes sont appliquées : l’utilisation de la fiche standard pour les répertoires et l’indexation selon la Classification décimale universelle.
En 1907, ces collections et répertoires comprennent :
- Le Répertoire iconographique universel : collections d’images et d’illustrations classées par matière ;
- Le Répertoire bibliographique universel des sciences photographiques : livres et articles classés par matière et par auteur, ce répertoire se confond avec la partie (77) du Répertoire bibliographique universel ;
- La Bibliothèque centrale des sciences photographiques : livres, revues, catalogues d’expositions, publications de sociétés ;
- Une collection de catalogues et prospectus industriels et commerciaux, classés par matière ;
- Le Répertoire de documentation en matière photographique : notes, informations, documents ;

Mais d’autres projets sont en cours : un annuaire de la photographie (répertoire sur fiches des personnes et institutions intéressant le monde de la photographie), une collection de clichés négatifs et de diapositives pour les projections (actuellement, cette collection constitue la collection des plaques de verre du Mundaneum).
En 1921, une nouvelle convention est établie entre Ernest de Potter, d’une part et l’Institut international de bibliographie. 
Par ces nouveaux accords, l’Institut international de photographie disparaît et l’ensemble des collections est transféré dans une nouvelle section documentaire du Centre International : la section iconophotographique et placé sous la direction de l’Union des associations internationales, en accord avec l’Institut international de bibliographie.

## Le Répertoire iconographique universel
« Le RIU est formé de la réunion, en une seule collection, classée méthodiquement par ordre des matières et rigoureusement cataloguée, des illustrations de toute nature et sur tous sujets, provenant de sources très diverses.
On s’efforce de recueillir par la photographie, l’illustration de l’activité humaine, dans toutes ses manifestations. C’est une encyclopédie universelle par l’image, un musée des musées, un vaste panorama du monde et de ce qu’il contient, un inventaire illustré de tout ce qui a existé, existe ou existera et qui est susceptible d’une représentation graphique. » Paul Otlet 
Le RIU s’étend non seulement aux photographies mais aussi aux figures et estampes de toute nature : lithographies, gravures, ….
Au niveau des sources de documents, ce sont principalement les périodiques qui fournissent le plus grand nombre d’illustrations mais il y a aussi les livres à illustration, les illustrations publiées à part, sous forme de planches, les cartes postales illustrées, les illustrations non publiées.
Au répertoire est associé un catalogue sur fiches de format international et formé de trois parties : un catalogue par numéro d’entrée, un catalogue par matière ou sujets représentés, un catalogue par auteurs des documents ou artistes photographes.
Un appel à la collaboration, auprès des photographes, des fabricants et des collectionneurs, est lancé pour le développement de ce répertoire.